# Athenarnas statsförfattning

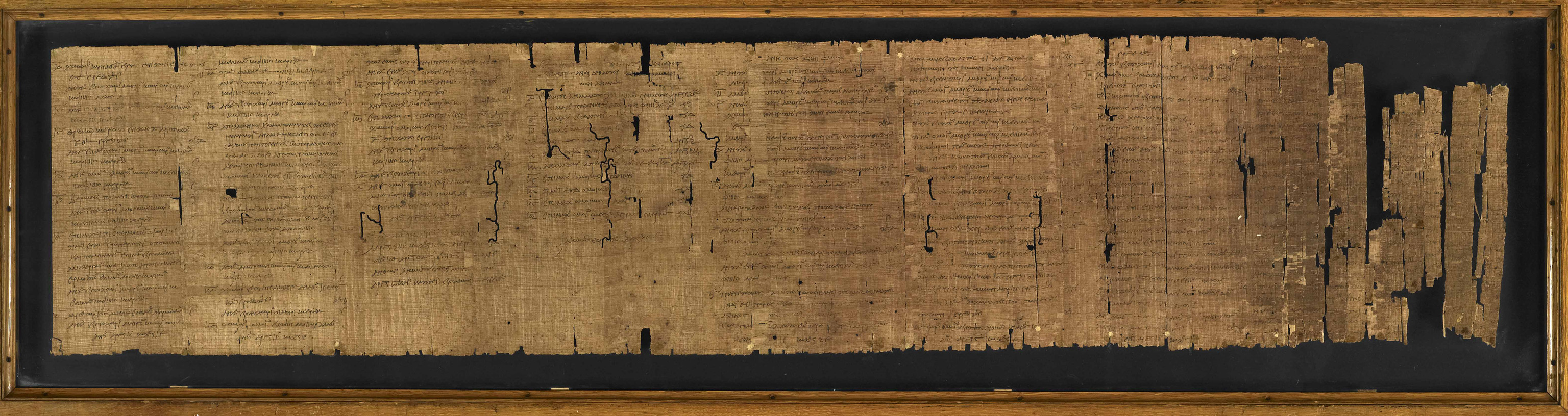
Äldsta kopian av Athenarnas statsförfattning, nu i British Library (Papyrus 131).

Athenarnas statsförfattning (klassisk grekiska: Ἀθηναίων πολιτεία, Athēnaiōn Politeia, Athenaion Politeia), förkortad Ath. Pol., är ett verk av Aristoteles som beskriver Atens författning under antiken. De äldsta kopiorna av verket finns på British Library och Egyptiska museet i Berlin.
Aristoteles text ska inte förväxlas med en annan text med samma titel, vars författare brukas anges som Pseudo-Xenofon.

## Upptäckt
Texten är unik eftersom den inte är en del av Corpus Aristotelicum, dvs den har inte överlevt till modern tid via kopieringar och översättningar i medeltida europeiska kloster och bibliotek. Dess existens var känd från antika källor men texten ansågs förlorad tills en kortfattad papyrus upptäcktes i Fayum 1879 och publicerades 1880. Den tyske filologen Theodor Bergk fastslog 1881 det verkligen var delar av Athenaion Politeia.
En andra och mer omfattande papyrus köptes i Egypten av en amerikansk missionär 1890 som sålde den till British Museum samma år. Denna papyrus dateras till 78-100 e.Kr. Den första kompletta upplagan publicerades 1891.

## Datering
Texten nämner Kefisofons tid som eponym arkont, (329 f.Kr.) och även att Aten sänder tjänstemän till Samos, något som upphörde 322 f.Kr. Texten bör därför ha skrivits mellan 329 och 322 f.Kr. I texten nämns också triremer men inte de skepp med fyr- eller femroddare som började användas i Athens flotta 325 f.Kr., vilket antyder att texten skrevs dessförinnan.

## Författarskap
Aristoteles och hans studenter ska ha skrivit ner författningar från 158 olika grekiska stadsstater, förmodligen som forskning inför Politiken. Endast Ath. Pol. finns bevarad och det är troligt att Aristoteles själv skrev den som en modell för de andra, även om vissa forskare tvivlar på att Aristoteles är författaren. Om så vore fallet är den av särskild betydelse eftersom det är den enda av Aristoteles bevarade skrifter som faktiskt var avsedd för publicering.

## Innehåll
Det finns en inledning som saknas i båda papyruserna. I andra källor har fragmentariskt bevarats brottstycken om Ions migration till Aten, skapandet av fylena, kungadömet, Theseus demokratiska reformer och död, förändringen från monarki till ett system med valda arkonter, Hippomenes grymhet samt Kylons konspiration. 
Kapitel 1–41 handlar om författningens utveckling från rättegången mot alkmaioniderna fram till de Trettio tyrannernas fall och återupprättandet av demokratin 403 f.Kr. Eftersom texten innehåller så mycket information som tidigare var okänd har moderna historiker hävdat att upptäckten medför en ny epok i studiet av grekisk historia. I synnerhet innehåller kapitlen 21–22, 26.2–4 och 39–40 fakta som inte finns i någon annan bevarad antik text.
Kapitlen 42–69 beskriver stadsstatens institutioner som medborgarskap, domare, omröstningar och domstolar.

## Översättning till svenska
Athenarnas statsförfattning finns översatt till svenska av Staffan Wahlgren 2001. Översättningen finns utgiven tillsammans med den grekiska texten av Paul Åströms Förlag. Utgåvan innehåller även Pseudo-Xenofons (även kallad den gamle oligarken) antidemokratiska text om samma ämne.